# Chūnibyō Demo Koi ga Shitai!
Chūnibyō Demo Koi ga Shitai! (中二病でも恋がしたい! lit. ¡Incluso las personas con Chūnibyō quieren experimentar el amor!?) abreviada a veces como Chu 2 Koi (中二恋/中２恋 Chū Ni Koi?) o simplemente como Chu 2 (中二/中２ Chū Ni?), conocida en inglés como "Love, Chūnibyō & Other Delusions", es una serie de novelas ligeras japonesas escritas por Torako con ilustraciones de Nozomi Osaka.
La obra ganó una mención honorable en los premios Kyoto Animation de 2010, lo que llevó a la compañía a publicar la novela, bajo su sello "KA Esuma Bunko", en mayo de 2011. Una adaptación de anime por Kyoto Animation, dirigida por Tatsuya Ishihara y escrita por Jukki Hanada, se emitió entre octubre y diciembre de 2012. Una segunda temporada se emitió entre enero y marzo de 2014. La obra cuenta también con una película anime, que se estrenó en septiembre de 2013. Una segunda película, «Eiga Chūnibyō Demo Koi ga Shitai! Take On Me», se estrenó el 6 de enero de 2018.

## Argumento
Yūta Togashi es un chico que, durante la secundaria, tuvo «Chūnibyō» (中二病 lit. Síndrome del octavo grado?). Se veía a sí mismo como un personaje de fantasía con poderes sobrenaturales llamado el «Dark Flame Master» por lo que acabó el colegio solo y sin amigos. Una vez «curado» de la «enfermedad», se avergüenza de su pasado y quiere empezar la preparatoria como un estudiante normal, marchándose a un instituto lejano donde nadie lo conoce. Sin embargo, esto le resultará difícil cuando otra adolescente con delirios, una chica llamada Rikka Takanashi, descubre la antigua identidad de Yūta y se interesa por él.
A medida que el argumento progresa, Rikka se hace cada vez más cercana con Yūta, quien la acepta a pesar de encontrar sus delirios irritantes y vergonzosos. Él ayuda a Rikka con un número de cosas, incluyendo fundar y mantener su club y hacerle de tutor. Cuando se van a unas vacaciones de verano, Yūta descubre que el padre de Rikka, quien era muy cercano a ella, murió repentinamente hace dos años debido a una grave enfermedad, lo que causó en Rikka una depresión de la que solo logró salir gracias al chūnibyō. Yūta accede a ayudar a Rikka a encontrar el «Horizonte etéreo» (不可視境界線 Fukashi Kyōkaisen?), lugar donde ella cree que encontrará a su padre. Mientras más avanza la serie los dos se van enamorando poco a poco.
La película cuenta la misma historia, pero desde el punto de vista de Rikka.

## Personajes
Yūta Togashi (富樫 勇太 Togashi Yūta?)
 Seiyū: Jun Fukuyama
Un chico de instituto, que contrajo el "chūnibyō". Se creía a sí mismo el Maestro de las Llamas Oscuras (parodia del protagonista de Code Breaker), debido a sus acciones extravagantes (tales como llevar camisetas raras o traer una espada al instituto), sus compañeros se alejaron de él quedando solo y sin amigos. Reconocería ante Rikka que todo comenzó cuando un día, a inicio de la secundaria, se dio cuenta de que la vida le resultaba monótona y las actividades y gustos de sus amigos y compañeros le resultaban insípidas, por lo que adoptó esta tendencia. Sin embargo, al terminar la secundaria, descubrió que estar solo todo ese tiempo lo hacía sentir aún peor, por lo que abandonó sus fantasías. Ahora, curado de sus delirios, pretende empezar la escuela superior con un historial limpio. Incluso se traslada a un instituto lejano donde nadie le conozca. Sin embargo, tras encontrarse con Rikka, sus delirios del pasado regresan para atormentarlo.
Rikka Takanashi (小鳥遊 六花 Takanashi Rikka?)
 Seiyū: Maaya Uchida
Una chica en la misma clase que Yūta. Se fue a vivir con su hermana, que vive en el mismo edificio que Yūta, en el piso superior. Tiene delirios, y cree que su ojo derecho es un ojo demoníaco (Jaō Shingan/邪王真眼 Lit. El ojo de la verdad del Rey del Mal). Siempre lleva un parche médico en el ojo y vendajes en su brazo, aunque no tiene ninguna lesión, ya que asegura son sellos que contienen sus poderes. A pesar de estar muy unida a Yuta, es cautelosa con los extraños y adopta una pose de batalla cada vez que conoce a alguien por primera vez. Normalmente se viste con un vestido gótico en su mayoría de color negro y Heelys negras y rosa. Es bastante torpe, a menudo suele tropezar y olvidar las cosas. 
El origen de sus delirios vino de Yuuta a quien vio en una ocasión cuando aun era el Dark Flame Master. En esta época Rikka aún estaba de duelo por la muerte de su padre y tras ver al muchacho le pareció una forma genial de ver la vida por lo que comenzó a imitarlo hasta crear su propia identidad fantástica, con la esperanza de poder conocer en persona al muchacho que vio aquella vez. Sus mayores temores son la muerte, el rechazo y los recuerdos de su trágico y melancólico pasado, y entre sus gustos están: los dulces, la magia negra, la astrología, el manga, el anime, la lluvia, los animales y la luna, odia los tomates tanto que asegura prefiere morir antes que comerlos.
El implemento o artefacto que utiliza como arma es una sombrilla aunque en ocasiones se le ve con una pistola de plástico Mauser C96, que si bien es una de sus posesiones solo aparece en una sola ocasión en el anime. Su mascota es una Gato color Blanco/Gris que encontró en el episodio 2 mientras era "Perseguida" por Touka su hermana mayor. A este felino le asignó el nombre de Quimera, refiriéndose a una criatura mitológica con cabeza de León, aunque Quimera es su mascota vive con Yuuta debido a la alergia que Touka sufre por los felinos.
Shinka Nibutani (丹生谷 森夏 Nibutani Shinka?)
 Seiyū: Chinatsu Akasaki
Shinka es la compañera y representante de clase de Yūta. Siendo una de las chicas más populares en la clase debido a su apariencia, Yūta cree que ella es amable y gentil. La verdad, por el contrario, es que ella también sufrió de Chūnibyō durante la Secundaria, haciéndose llamar "Mori Summer" y asegurando ser una maga con más 1.500 años, quien solía "predicar" sus enseñanzas en un blog que posteriormente cerró cuando acabó con sus fantasías. Al igual que Yūta, eligió ir a una escuela diferente para alejarse de sus antiguos compañeros de clase y su oscuro pasado. Cuando descubre que Sanae tiene el último registro de sus acciones como Chūnibyō, decide entrar al club de Rikka para intentar recuperarlo. Dentro del club, Shinka muestra que su verdadera naturaleza es más amarga e irritable de lo que aparenta, particularmente con Sanae. Yūta al principio se siente atraído por ella, pero cuando descubrió su verdadera naturaleza, se desilusiona y se vuelven solo amigos. Shinka intenta ayudar la relación entre Yūta y Rikka.
Kumin Tsuyuri (五月七日 くみん Tsuyuri Kumin?)
 Seiyū: Azumi Asakura
Es la senpai de Yūta, muy despistada y le gusta dormir. A menudo ella lleva muchas almohadas al club y donde quiera que vaya, estas las usa de acuerdo al clima, la estación y su estado de animo. Habiendo sido educada en casa antes de la escuela secundaria, ella es una chica pura, fundó con Rikka su propio club el "club de Siesta". A Kumin le fascinan los chūnibyō y los gatos, teniendo como mascota uno idéntico a Quim excepto por las manchas de la frente. Su nombre se pronuncia como la palabra comino en inglés y se escribe como 7 de mayo lo cual le es problemático, pues su cumpleaños es en octubre. Ella misma admite que su hobby es dormir y al ser un tanto despistada suele creer que los demás miembros de la sociedad mágica del oriente de la siesta en verano están allí por la siesta, esto lo deja claro en Chuunibyou Lite episodio 5. Aunque por lo general es un personaje despistado y dentro de club es la única chica que no sufre o ha sufrido el chuunibyou, ella misma admite que siente celos del resto ya que considera que el síndrome los hace más unidos y los ha trasformados en individuos geniales.
Sanae Dekomori (凸守 早苗 Dekomori Sanae?)
 Seiyū: Sumire Uesaka
Una estudiante de instituto que tiene el pelo recogido en dos largas coletas con pesos en sus extremos y una actitud molesta. Al igual que Rikka, padece del chūnibyō; sin embargo, a diferencia de esta, es una estudiante con excelente calificaciones cuyos padres son extremadamente ricos. Es la más grande fan de Mori Summer a quien idolatra tanto o más que a Rikka, por lo que incluso siempre lleva consigo un supuesto libro con sus enseñanzas al que llama "El Mabinogion", que es simplemente una versión impresa de todo lo que Nibutani publicó en su blog; aun así no cree que ella sea Mori summer ya que la considera impura y suele llamarla "Nise Summer" (Falsa Summer), por lo que es común que le haga bromas crueles y acaben peleando. Aun así a medida que avanza la historia es posible ver que en realidad si comprende que Nibutani es Mori Summer y que ambas se aprecian enormemente a pesar de la forma tan agresiva de tratarse. A menudo termina sus frases con "desu", haciendo hincapié en que para que suene más como "death", esto podría ser tomado también como una ligera imitación al personaje, Grell Sutcliff del anime kuroshitsuji, ya que al parecer para ella y Rikka sería su anime favorito. Usa los pesos en sus coletas para golpear a la gente imaginando que es un gigantesco martillo de batalla que llama "Mjolnir Hammer"
Satone Shichimiya (七宮智音 Shichimiya Satone?)
 Seiyū: Juri Nagatsuma
Satone era compañera de clase de Yuta durante la secundaria. A pesar de que considera Yuta ser su único y verdadero mejor amigo, ella acabó transfiriéndose de colegio sin despedirse durante su segundo año de la escuela secundaria. Se trasladó a la misma secundaria donde estudiaba Shinka Nibutani en la época en que aseguraba ser Mori Summer y ambas se convirtieron en amigas muy cercanas. Aún sufre el delirio y se llama a sí misma Sophia Anillo SP Saturno VII (( ソフィアリング· SP ·サターン7世?), mientras que suele llamar a Yuta con el apodo de Yusha (勇者 lit. Héroe?). Satone es un personaje de la segunda novela ligera y aparece en la segunda temporada del Anime. Tanto los delirios de Yuta como los de Shinka comenzaron con su admiración e imitación del comportamiento de Satone. Durante el tiempo que pasó con Yuta en la escuela secundaria, desarrolló sentimientos por él, pero eligió permanecer como "Sophia anillo de Saturno VII SP" y la "Chica mágica del demonio" para siempre, en otras palabras decidió guardar para sí sus sentimientos y no confesarlos.
Makoto Isshiki (一色 誠 Isshiki Makoto?)
 Seiyū: Sōichirō Hoshi
Compañero de clase de Yūta. Se sienta detrás de él y se fija mucho en las chicas de su clase. Se une al club de música ligera para llamar la atención de la chicas. Se vio obligado a rapar su cabello, cuando descubrieron en su bloc de notas una lista donde calificaba a las chicas de su salón según su belleza, lo que enfureció mucho a sus compañeras. En el anime, Makoto se siente atraído por Kumin.
Kuzuha Togashi (富樫 樟葉 Togashi Kuzuha?)
 Seiyū: Kaori Fukuhara
Hermana pequeña de Yūta. Primer año de secundaria. Muy responsable y madura, además de comprensiva con las ocurrencias de Rikka y el resto. Es muy hábil en la cocina, siendo especialmente conocida por su Yakisoba.
Yumeha Togashi (富樫 夢葉 Togashi Yumeha?)
 Seiyū: Mami Shitara
Hermana pequeña de Yūta, de 5 años. Suele jugar con Toka a la pareja separada, una versión del juego del "papa y la mamá" donde discuten, pelean y exigen la custodia de los hijos, esto ya que consideran que jugar de la manera convencional es aburrido.
Tōka Takanashi (小鳥遊　十花 Takanashi Tōka?)
 Seiyū: Eri Sendai
Hermana mayor de Rikka y chef profesional. Vive con ella. Es una mujer estricta y de actitud fría, aunque en su interior es una chica amable que se preocupa de su hermana y los amigos de esta. Suele golpear a quien la moleste o acabe con su paciencia usando un cucharon; la mayor parte de las batallas épicas que Rikka y el resto imagina son en realidad intentos de escapar o defenderse de ella cuando la hacen enojar.
Nanase Tsukumo (九十九 七瀬  Tsukumo Nanase?)
 Seiyū: Kikuko Inoue
Tutora de la clase de Rikka y Yūta, que suele ser amable, aunque a veces un poco sádica se burla en sus estudiantes, en particular Rikka. Ella es llamada Nana-chan por sus estudiantes. Le permitió al club funcionar como grupo no oficial y utilizar un viejo salón como sede a cambio que lo limpiaran para ella.
Quimera (富樫 勇太?)
 Seiyū: Eri Sendai
Una gata con pelaje gris y blanco que Rikka encontró una noche mientras huía de su hermana. Desde su punto de vista no era un gato callejero sino una bestia sobrenatural a la que derrotó y transformó en su familiar, por lo que la nombró Quimera y le colocó un chaleco de mascota con alas y una cola de serpiente de goma. Como Tōka es alérgica a los gatos exigió que se deshiciera de ella y Yūta acabó adoptándola. Quimera es la razón por la cual Kumin se hizo amiga de ellos, ya que en un inicio sospechaban que era la mascota extraviada de la muchacha y aunque no resultó así los tres se hicieron buenos amigos. Al final de la historia, en la segunda temporada del anime, Quimera da a luz una camada de siete crías a las que Rikka se refiere como su "ejército de bestias artificiales".

## Media

### Novelas ligeras
La novela ligera de Chūnibyō Demo Koi ga Shitai! fue escrita por Torako, con ilustraciones por Nozomi Osaka. Torako consiguió que su novela entrara en la primera edición de los Premios Kyoto Animation, en 2010, y ganó una mención honorable en la categoría de novelas.
El sello KA Esuma Bunko, propiedad de Kyoto Animation, publicó el primer volumen el 1 de junio de 2011, el segundo volumen, el 28 de diciembre de 2011 el tercer volumen el 14 de marzo de 2014 y el cuarto volumen el 4 de diciembre de 2017.

### Anime

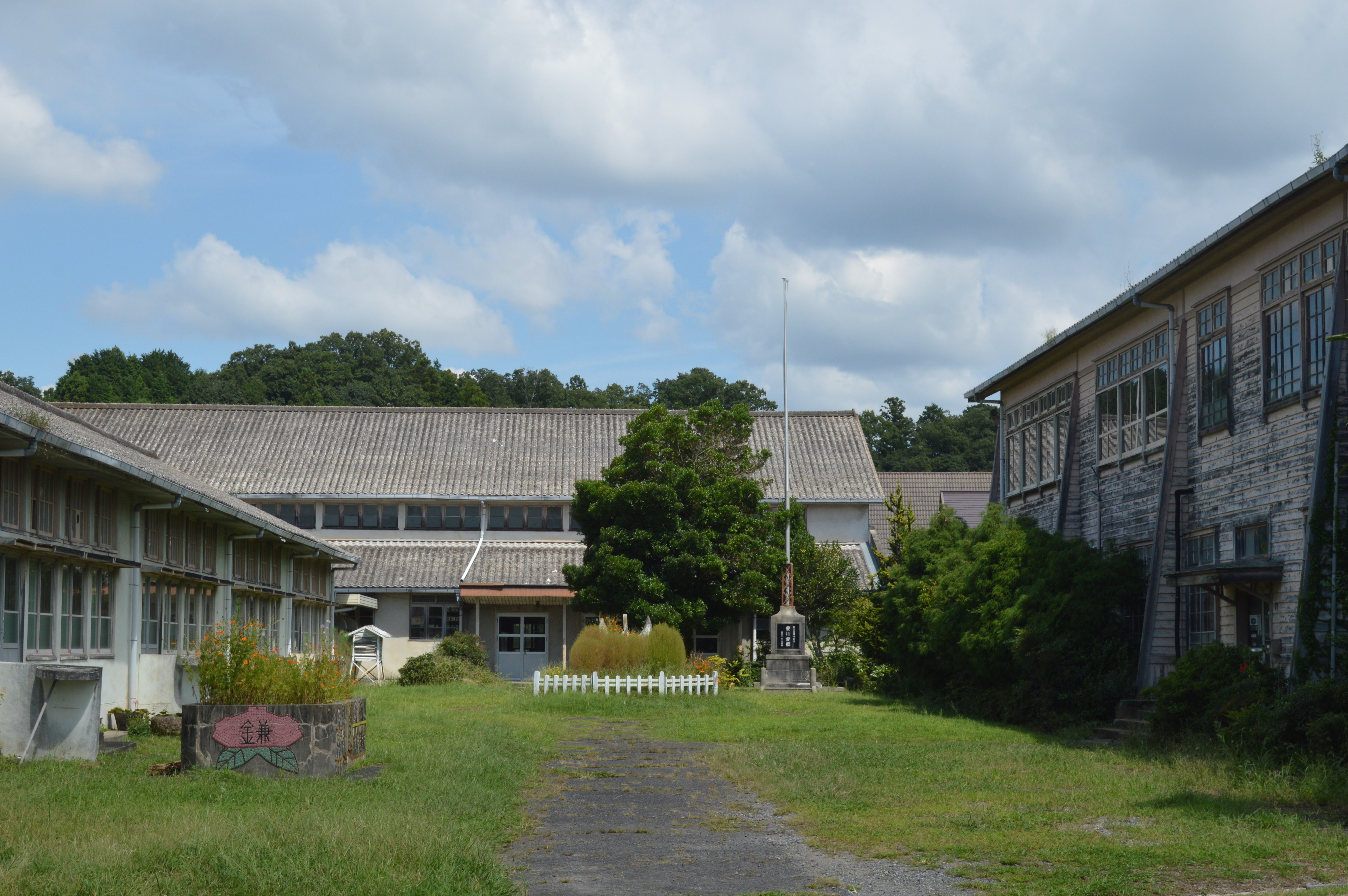
Antigua Escuela Primaria de Kaigake, en Hino, usada como referencia para algunas escenas del anime.

El 21 de diciembre de 2011, Kyoto Animation confirmó una adaptación de 12 episodios al anime. La dirección estuvo a cargo de Tatsuya Ishihara, conocido por haber dirigido previamente Suzumiya Haruhi no Yuutsu, CLANNAD, entre otras. El anime se emitió entre el 4 de octubre y el 20 de diciembre de 2012. En la narración del primer y último episodio participó el actor de voz Hōchū Ōtsuka.
En el anime se usaron como referencia varios lugares de Ōtsu, Ōmihachiman y Hino, en la Prefectura de Shiga. El instituto al que asisten los protagonistas está basado en la antigua Escuela Primaria de Kaigake, ubicada en Hino y cerrada en 2001. La estación de tren que aparece en varios episodios proviene de la estación de Anō, al noroeste de Ōtsu.
Antes de su emisión, una serie de seis cortos en formato ONA, llamados Chūnibyō Demo Koi ga Shitai! Lite comenzó a emitirse en streaming por YouTube el 27 de septiembre de 2012. Como edición limitada, se incluyó una compilación de estos en el séptimo y último volumen BD/DVD de la serie, junto con una OVA llamada Chūnibyō Demo Koi ga Shitai!: Kirameki no... Slapstick Noel. Adicionalmente a la serie, se incluyó una serie de siete especiales cortos a lo largo de los siete volúmenes BD/DVD de la serie llamados Depth of Field: Ai to Nikushimi Gekijō, publicando un episodio por volumen respectivamente.
Tras el final de Tamako Market, en marzo, se emitió un vídeo teaser en donde simplemente se indicaba "Contract Renewed" (Contrato Renovado). En mayo de 2013, la edición de junio de la revista Newtype confirmó que se había dado luz verde a la producción de una segunda temporada. Esta temporada adapta los eventos de la segunda novela.
Entre el 8 de enero y el 27 de marzo de 2014 se emitió Chuunibyou Demo Koi Ga Shitai! Ren como segunda temporada de la serie, cuyo director también fue Tatsuya Ishihara, emitiéndose en la Cadena televisiva Tokyo MX.
Un OVA se publicó junto con el séptimo y último volumen BD/DVD de la serie llamada Chuunibyou Demo Koi Ga Shitai! Ren: The Rikka Wars. Este volumen, incluyó a su vez, seis ONAs cortos publicados previamente a la segunda temporada del anime vía web como complemento pre-promocional, este bajo el nombre de Chuunibyou Demo Koi Ga Shitai! Ren Lite. Adicionalmente a la segunda temporada, se incluyeron siete especiales cortos a lo largo de los siete volúmenes BD/DVD, publicando un episodio por volumen respectivamente.

#### Música
| Canción                                                 | Episodios         | Letras      | Composición | Arreglos | Intérprete                                              |
| ------------------------------------------------------- | ----------------- | ----------- | ----------- | -------- | ------------------------------------------------------- |
| Tema de apertura                                        |                   |             |             |          |                                                         |
| Sparkling Daydream                                      | Primera temporada | ZAQ         | ZAQ         | ZAQ      | ZAQ                                                     |
| －Across the line－                                     | Película          | ?           | ?           | ?        | Rikka Takanashi (Maaya Uchida)                          |
| VOICE                                                   | Segunda temporada | ZAQ         | ZAQ         | ZAQ      | ZAQ                                                     |
| Tema de cierre                                          |                   |             |             |          |                                                         |
| INSIDE IDENTITY                                         | Primera temporada | ZAQ         | ZAQ         | ZAQ      | Black Raison d'être (Uchida, Akasaki, Asakura y Uesaka) |
| Secret Survivor                                         | Película          | ?           | ?           | ?        | Black Raison d'être                                     |
| Van!shment Th!s World                                   | Segunda temporada | ZAQ         | ZAQ         | ZAQ      | Black Raison d'être                                     |
| Insert Songs                                            |                   |             |             |          |                                                         |
| Hajimari no Tane (始まりの種?)                          | 8                 | ZAQ         | ZAQ         | ZAQ      | ZAQ                                                     |
| Kimi no Tonari wa (始まりの種?)                         | 10                | ZAQ         | ZAQ         | ZAQ      | ZAQ                                                     |
| Miagete Goran Yoru no Hoshi o (見上げてごらん夜の星を?) | 10                | Rokusuke Ei | Taku Izumi  | Nijine   | Rikka Takanashi (Maaya Uchida)                          |
| Banda sonora                                            |                   |             |             |          |                                                         |
| Nijine                                                  |                   |             |             |          |                                                         |

### Películas anime
El 9 de junio de 2013 se emitió otro tráiler, que confirmaba una película de anime. La película recibe el nombre de Takanashi Rikka Kai: Gekijō-ban Chūnibyō Demo Koi ga Shitai! (小鳥遊六花・改 ～劇場版 中二病でも恋がしたい!～?). El subtítulo Takanashi Rikka Kai (La Revisión de Rikka Takanashi?) se eligió por encima de otros como "Daydream of Angel" o "A Love Song to a Fallen Angel". Tatsuya Ishihara confirmó que se trata de una recapitulación que cuenta los eventos de la primera temporada desde el punto de vista de Rikka. La película se estrenó en cines japoneses el 14 de septiembre de 2013.
Una segunda película animada fue estrenada en cines el 6 de enero de 2018 bajo el nombre de Eiga Chūnibyō Demo Koi ga Shitai! Take On Me Durante su presentación en cines Japoneses, se emitió un especial corto llamado Kotatsu DE Photo Session, el cual, se incluyó nuevamente en el disco BD/DVD de la película.
La historia de la película ocurre luego de los eventos de la serie, Yūta Togashi, Rikka Takanashi y Shinka Nibutani, están a punto de ingresar a su tercer año de secundaria. Su junior, Sanae Dekomori, es ahora la presidenta del consejo estudiantil. La hermana de Rikka, Tōka, le dice a Yūta en una llamada desde Italia que quería traer a Rikka a Italia mientras su carrera se estabiliza. Yuta y Rikka inicialmente suponen que estaba destinado a durar todas las vacaciones de primavera. Sin embargo, pronto descubren que Tōka tiene la intención de llevar permanentemente a Rikka a Italia. Esa noche, Shinka y Sanae, junto con su amigo Satone Shichimiya y el mayor Kumin Tsuyuri, sugieren que los dos se fuguen.

## Distribución

### DVD/BD
La serie se lanzó en 6 volúmenes recopilatorios BD/DVD entre el 19 de diciembre de 2012 y el 15 de mayo de 2013. Los volúmenes contaron también con cortos extras llamados Depth of Field: Ai to Nikushimi Gekijō (Depth of Field ～ 愛と憎しみ劇場 Profundidad de Campo: Teatro del Amor y el Odio?). Un séptimo volumen recopiló todos los extras "Lite", además de incluir una OVA.
| #             | Fecha de salida         | Episodios           | Número de catálogo | Número de catálogo |
| #             | Fecha de salida         | Episodios           | Blu-ray            | DVD                |
| 1.ª Temporada | 1.ª Temporada           | 1.ª Temporada       | 1.ª Temporada      | 1.ª Temporada      |
| ------------- | ----------------------- | ------------------- | ------------------ | ------------------ |
| 1             | 19 de diciembre de 2012 | 1 - 2               | PCXE-50241         | PCBE-54171         |
| 2             | 16 de enero de 2013     | 3 - 4               | PCXE-50242         | PCBE-54172         |
| 3             | 20 de febrero de 2013   | 5 - 6               | PCXE-50243         | PCBE-54173         |
| 4             | 20 de marzo de 2013     | 7 - 8               | PCXE-50244         | PCBE-54174         |
| 5             | 17 de abril de 2013     | 9 - 10              | PCXE-50245         | PCBE-54175         |
| 6             | 15 de mayo de 2013      | 11 - 12             | PCXE-50246         | PCBE-54176         |
| 7             | 19 de junio de 2013     | 6 Eps. "Lite" + OVA | PCXE-50247         | PCBE-54177         |

### CD
| Lanzamiento             | Nombre                                                                                     | Catálogo    |
| ----------------------- | ------------------------------------------------------------------------------------------ | ----------- |
| 24 de octubre de 2012   | Sparkling Daydream                                                                         | LACM-34012  |
| 21 de noviembre de 2012 | INSIDE IDENTITY                                                                            | LACM-14026  |
| 26 de diciembre de 2012 | Chūnibyō Demo Koi ga Shitai! Vocal Mini Album                                              | LACA-15262  |
| 9 de enero de 2013      | Chūnibyō Demo Koi ga Shitai! Original Soundtrack "Sound of a small love & chu-2 byo story" | LACA-5258/9 |
| 29 de enero de 2014     | VOICE                                                                                      | LACM-14179  |
| 5 de febrero de 2014    | Van!shment Th!s World                                                                      | LACM-14184  |
| 2 de abril de 2014      | Chūnibyō Demo Koi ga Shitai! Ren Character Song Mini Album                                 |             |